# Monument à Napoléon
Pour les articles homonymes, voir Statue équestre de Napoléon.
Le monument à Napoléon, œuvre du sculpteur Armand Le Véel inaugurée en 1858, est un monument commémoratif de la Manche, érigé place Napoléon, à Cherbourg-en-Cotentin.

## Historique
En 1852, après la décision de Napoléon III de faire arriver le chemin de fer jusqu'à Cherbourg, le conseil municipal de Cherbourg décide d'édifier face à la rade, un monument à Napoléon Ier, créateur du port militaire de Cherbourg.
Armand Le Véel fait la proposition d'une statue équestre début 1853, qui n'aboutit finalement que le 24 avril 1855. Le même jour, l'architecte municipal Dominique Geufroy est chargé de la réalisation du piédestal, de ses fondations, de la grille et de la pose de la statue de Napoléon Ier. Il déclare avoir recherché pour le piédestal « la puissance et la simplicité ».
La statue envoyée des ateliers parisiens du sculpteur arrive par le train le 21 juillet 1858 pour être inaugurée à l'occasion de la visite à Cherbourg du couple impérial, pour l'inauguration de la ligne Caen-Cherbourg, le lancement du Ville de Nantes, et l'immersion du troisième bassin du port militaire.
Les fêtes débutent le 4 août. Le jeudi 5, la reine Victoria entre dans la rade à bord du yacht Victoria and Albert, et visite l'arsenal avec l'empereur et l'impératrice Eugénie, avant d'assister le soir à l'illumination de la digue et de la rade. Le samedi, après la mise en eau du bassin Napoléon III, le ciel cherbourgeois s'éclaire des feux d'artifice de Ruggieri sur la place Divette. Le lendemain, le dimanche 8 août, la foule se presse pour l'inauguration du monument, cérémonie peu au goût de l'empereur, qui engage alors un rapprochement diplomatique avec le Royaume-Uni. La cérémonie a lieu en l'absence de la reine Victoria qui s'était éclipsée après l'inauguration du port. Ce qui devait être le jour de gloire de Le Véel est donc rapidement expédié, et le sculpteur n'est pas décoré de la Légion d'honneur, contrairement à ses espoirs et à ceux du maire Joseph Ludé.

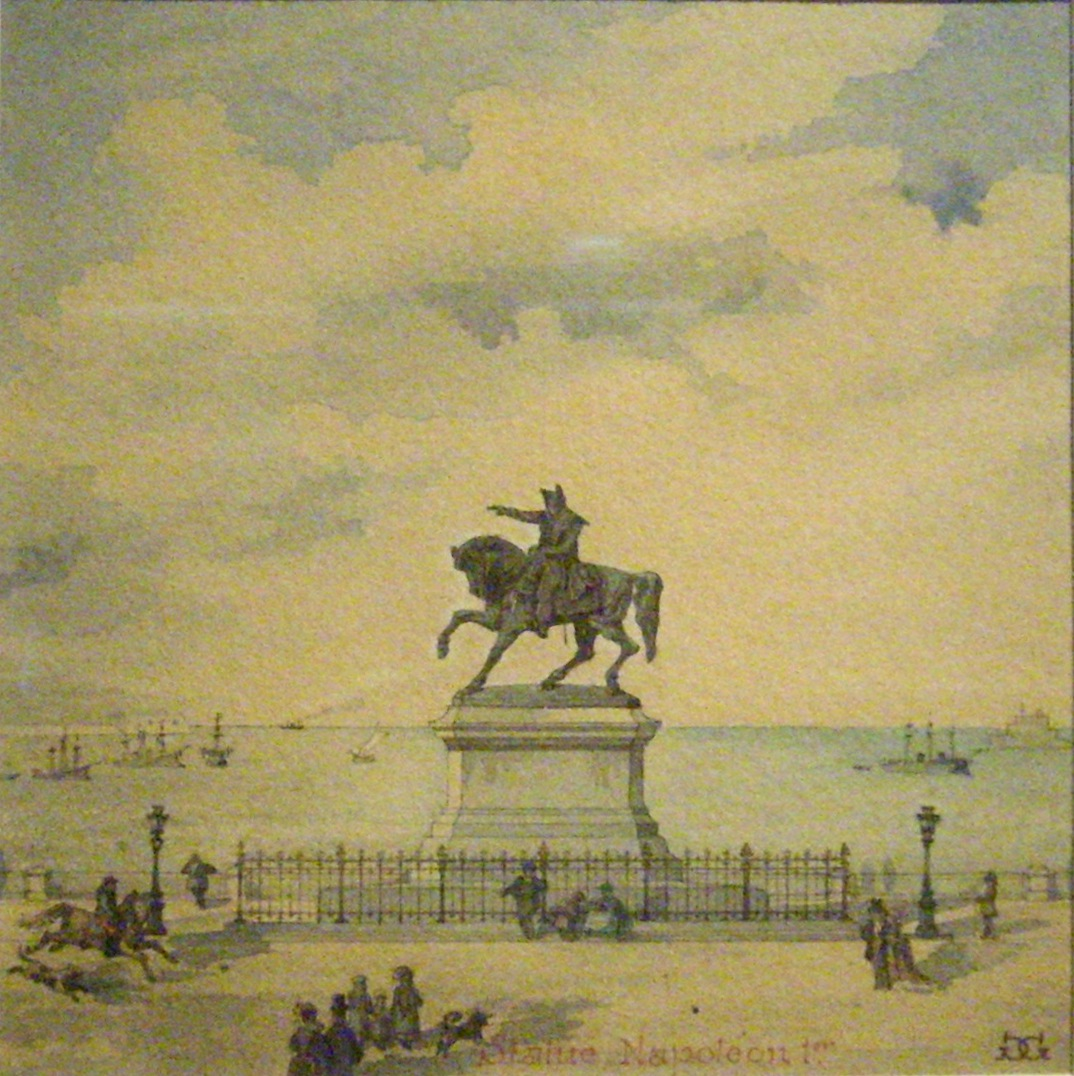
Aquarelle de Gaston Gutelle, XIXe siècle.

## Description
Napoléon Ier est représenté sur son cheval arabe Marengo (celui-là même que l'empereur monta lors de la bataille de Waterloo), face à la mer, désignant du bras droit le port militaire, et non l'Angleterre, comme on le croit souvent. Le socle porte d'ailleurs l'inscription : « La main qui fonde, et non celle qui menace »,.
La statue équestre de 5 mètres de haut sur 5,5 mètres de large, repose sur un piédestal haut de 4,7 mètres et large de 10 × 7,6 mètres, réalisé par l'architecte Dominique Geufroy, avec 64 blocs de granit de Flamanville, sur lequel est gravé un extrait du Mémorial de Sainte-Hélène, daté du 15 juillet 1816 : « J'avais résolu de renouveler à Cherbourg les merveilles de l'Égypte », c'est-à-dire élever une pyramide, la batterie Napoléon au centre de la grande digue, et creuser un lac Moéris, l'avant-port.
Au moins jusque dans les années 1950, la statue est entourée d'une grille en fer, également conçue par Geufroy, ornée de pilastres décorés de chiffres et surmontés de la couronne impériale. Les traces du tronçonnage de cette grille dans le socle étaient toujours visibles en mai 2001.

## Restauration
En 2015 est réalisée la première restauration du monument. En 157 ans, cette statue de bronze n’avait jamais été restaurée, portant entre autres les stigmates de 42 impacts de balles reçues pendant la Seconde Guerre mondiale. Ils ont été comblés lors des travaux de restauration réalisés par l'entreprise Socra de Marsac-sur-l'Isle dans le Périgord. Le bronze a été nettoyé par gommage avec de la poudre de noyau d'abricot.
Cette rénovation a permis la mise au jour d'une cassette de plomb hermétiquement scellée. Dans cette cassette, les services culturels de la municipalité ont découvert une liste parcheminée des nombreux souscripteurs qui ont participé au financement de l'œuvre, ainsi que quatorze médailles commémoratives.

## Protection
La statue avec son socle est classée au titre des monuments historiques par arrêté du 24 juillet 2008 annulant un précédant arrêté d'inscription du 18 août 2006.